# سوني إكسبيريا زد آر
سوني اكسبيريا زد ار (بالإنجليزية: Sony Xperia ZR)‏ هو هاتف ذكي من سوني موبايل كوميونيكيشنز يعمل بنظام أندرويد، تم طرحه في الأسواق في 2013.

## الخصائص
- نظام التشغيل: أندرويد
- الكاميرا الخلفية: 13 ميجابكسل
- الشاشة: إل سي دي
- الوزن: 138 غ (4.87 أونصة)
- المعالج: 1.5 جيجا هرتز
- الذاكرة: 2 جيجابايت
- التخزين: 8 جيجابايت